# Роганин, Дмитрий Александрович
Дмитрий Александрович Роганин (26 ноября 1896 — 3 июля 1953) — генерал-майор ВС СССР, начальник Саратовского бронетанкового училища (ныне Саратовское высшее военное командно-инженерное училище ракетных войск) в 1938—1942 годах и Камышинского танкового училища (ныне Омский автобронетанковый инженерный институт) в 1942—1951 годах.

## Биография
Родился 26 ноября 1896 года в селе Устинка (ныне часть города Шебекино, Белгородская область) в крестьянской семье. Русский. Окончил три класса сельской церковно-приходской школы в 1906 году. С августа 1915 года служил в Русской императорской армии, воевал в составе 3-й батареи 49-й артиллерийской бригады. Демобилизован в сентябре 1917 года.
С октября 1917 года служил в 1-м Черноморском красногвардейском отряде красноармейцем, с февраля 1918 года в РККА, красногвардеец Белгородского военкомата. С апреля 1918 года — наводчик 7-й батареи 1-й Курской артиллерийской бригады. С октября 1918 года командовал взводом полковой батареи 7-го Сумского полка, с февраля 1919 года — начальник артиллерии бронепоезда № 2 «Гром». Член ВКП(б) с 1919 года. Участник сражений Гражданской войны на Восточном, Южном и Западном фронтах, участник советско-польской войны. С июля 1922 года — начальник артиллерии бронепоезда № 66 «Углекоп» (Украинский военный округ). Член ВКП(б) с 1919 года.
После окончания Гражданской войны 22 октября 1923 года стал слушателем Высшей школы старшего и среднего комсостава артиллерии ОН в Москве, по её окончании 21 августа 1924 года был назначен начальником артиллерии бронепоезда № 10. С 6 ноября того же года — командир 30-го тяжёлого артиллерийского дивизиона. С 16 октября 1926 года — временный командир паркового дивизиона 99-й стрелковой дивизии, с 1 октября 1927 года — командир батареи 99-го артиллерийского полка в этой же дивизии. С 15 июня 1929 года — помощник командира бронеплощадки, а с 30 августа 1930 года — командир бронеплощадки 15-го учебного бронепоезда 1-го дивизиона бронепоездов. С 1 июня 1931 года — командир и политрук бронепоезда № 17 из этого же дивизиона.
Окончил в 1931 году экстерном среднюю школу. С мая по октябрь 1932 года был слушателем казанских курсов «ТЕКО», после их окончания назначен командиром и политруком бронеплощадки 15-го учебного бронепоезда. С 22 марта 1933 года — командир батальона Харьковских автотракторных мастерских. С марта 1935 года — командир отдельного разведывательного дивизиона 78-й стрелковой дивизии. В апреле 1936 года назначен командиром отдельного танкового батальона той же дивизии, в том же году окончил курсы усовершенствования Генерального штаба. С 10 октября 1937 года — командир 205-го отдельного танкового батальона, 13 февраля 1938 года произведён в полковники и назначен начальником Саратовского бронетанкового училища. В том же году был арестован, но позже освобождён. Пост начальника училища занимал и в начале Великой Отечественной войны.
В ноябре 1941 года назначен исполняющим должность начальника Главного управления бронепоездов, утверждён в должности 13 декабря того же года. 28 мая 1942 года назначен командиром 66-й танковой бригады, воевал на Брянском и Воронежском фронтах в составе 17-го танкового корпуса. Был ранен дважды: 5 июля и 14 августа 1942 года. 29 октября 1942 года назначен начальником Камышинского танкового училища, которым руководил и после войны (переименовано в сентябре 1947 года в Омское танко-техническое). Генерал-майор танковых войск с 11 мая 1949 года.
23 апреля 1951 года уволен в запас по болезни с правом ношения военной формы одежды. Скончался 3 июля 1953 года в Омске, похоронен в Саратове на Воскресенском кладбище.

## Награды
- Орден Ленина (21 февраля 1945) — за долголетнюю и безупречную службу в Красной Армии[3]
- Орден Красного Знамени:
  - 3 ноября 1944 — за долголетнюю и безупречную службу в Красной Армии[4]
  - 13 сентября 1945 — за успешное выполнение заданий командования по обеспечению танковых и механизированных войск Действующей Армии, достигнутые успехи в подготовке кадров танкистов и укомплектование бронетанковых и механизированных войск[2]
  - 6 ноября 1947[5]
- Юбилейная медаль «XX лет Рабоче-Крестьянской Красной Армии» (1938)[1]
- Медаль «За оборону Москвы» (30 октября 1944)[6]
- Медаль «За победу над Германией в Великой Отечественной войне 1941—1945 гг.» (9 мая 1945)[5]
- Золотые часы от Народного комиссариата обороны[2]